# Condado de Marion (Geórgia)
O Condado de Marion é um dos 159 condados do Estado americano de Geórgia. A sede do condado é Buena Vista, e sua maior cidade é Buena Vista. O condado possui uma área de 952 km², uma população de 7 144 habitantes, e uma densidade populacional de 8 hab/km² (segundo o censo nacional de 2000). O condado foi fundado em 14 de dezembro de 1827.